# Улица Воейкова
Улица Вое́йкова — улица на юго-западе Москвы в районе Проспект Вернадского Западного административного округа между улицами Семёнова-Тян-Шанского и Михаила Певцова.

## Происхождение названия
Безымянный проезд получил название улица Воейкова в феврале 2018 года. Проезд назван в честь российского метеоролога, климатолога и географа А. И. Воейкова (1842—1916).

## Описание
Улица начинается от улицы Семёнова-Тян-Шанского, проходит на юг, выходит на улицу Михаила Певцова.